# Presenzano
Presenzano est une commune italienne de la province de Caserte dans la région Campanie en Italie.

## Économie
La Centrale hydroélectrique de Presenzano est l'une des quatre centrales hydroélectriques les plus puissantes d'Italie.

## Administration
| Période                                  | Période | Identité | Étiquette | Qualité |
| ---------------------------------------- | ------- | -------- | --------- | ------- |
|                                          |         |          |           |         |
| Les données manquantes sont à compléter. |         |          |           |         |

### Communes limitrophes
Conca della Campania, Marzano Appio, Mignano Monte Lungo, Pratella, Sesto Campano, Tora e Piccilli, Vairano Patenora